# Solidworks
SolidWorks är ett program för två- och tredimensionell CAD som utvecklas av det franska företaget Dassault Systèmes. Första utgåvan kom 1995 och varje år släpps en eller två nya versioner. SolidWorks används i alla världsdelar. Programvarans fokus är mekanikkonstruktion. Varje år tillkommer dock ny funktionalitet för fler discipliner inom konstruktion.
Programvaran finns i både kommersiell och studentupplaga och är ett av de ledande 3D-CAD-systemen idag. Norges utbildningsväsen är en av SolidWorks stora kunder av studentupplagan då de har standardiserat CAD-utbildningen till SolidWorks.[källa behövs] I Sverige använder sig Mälardalens högskola av Solidworks som standardprogram för deras CAD-utbildning.  Det finns även andra högskolor och gymnasieskolor i Sverige som använder SolidWorks.
SolidWorksanvändare kan certifiera sig som "Certified SolidWorks Professional" (CSWP). Certifieringen består till största delen av praktiska moment i SolidWorks och de som klarar certifieringen är bevisligen kompetenta användare.

## Filformat
SolidWorks använder Microsofts strukturerade filformat, vilket innebär att filerna har andra filer inbyggda i ritningsfilerna inklusive förhandsvisning och annat metadata.